# Pierre Bosquet
Pierre François Joseph Bosquet (8 de noviembre de 1810-5 de febrero de 1861) fue un general del Ejército francés. Sirvió en la conquista francesa de Argelia y en la guerra de Crimea de 1853-1856; al retornar de Crimea fue nombrado Mariscal de Francia y senador.

## Biografía
Bosquet nació en Mont-de-Marsan, Landes; ingresó en la artillería en 1833 y un año después fue a Argelia. Aquí pronto destacó no solo por su destreza técnica sino  por las cualidades morales indispensables para el alto mando. Se convirtió en Capitán en 1839, y se distinguió en las acciones de Sidi-Lakhdar y Oued-Melah. Pronto se le dio el mando de un batallón de nativos tirailleurs, y en 1843 se le agradeció en órdenes generales por su trabajo brillante contra los Flittahs.
En 1845 pasó a ser teniente coronel, y en 1847 coronel de un regimiento de línea francés. Al año siguiente estuvo al cargó del distrito de Orán, donde su rápida supresión de una insurrección le mereció el ascenso al grado de general de brigada, en cuyo rango participó en la campaña de la Kabilia, recibiendo una grave herida. En 1853 retornó a Francia después de diecinueve años de ausencia, como general de división.
Bosquet estuvo entre los primeros elegidos para servir en la guerra de Crimea. En la batalla del río Almá su división lideró el ataque francés. Cuando las tropas anglo-francesas formaron el sitio de Sebastopol, el cuerpo de Bosquet de dos divisiones protegió contra la interrupción. En referencia a la carga de la brigada ligera, Bosquet murmuró la frase memorable: C’est magnifique, mais ce n’est pas la guerre: c'est de la folie ("Es magnífico, pero no es la guerra: es una locura"). Su oportuna intervención en la batalla de Inkerman (5 de noviembre de 1854) aseguró la victoria para los aliados. En 1855 el cuerpo de Bosquet ocupó el ala derecha de los ejércitos sitiadores frente a 
Mamelon y Malakov. Él mismo lideró el cuerpo en el asalto de Mamelon (7 de junio), y en el gran asalto del 8 de septiembre estaba el mando de todas las tropas de asalto. En la lucha por Malakov recibió otra grave herida.
A la edad de cuarenta y cinco años Bosquet, ahora uno de los soldados más destacados de Europa, se convirtió en senador y Mariscal de Francia, pero tenía una mala salud, y vivió solo unos pocos años más. Fue nombrado Caballero Gran Cruz de la Orden del Baño, Gran Cruz de la Legión de Honor y de la Orden del Medjidie, 1.ª Clase.

## Condecoraciones
- Legión de Honor
  - Caballero (15 de mayo de 1838)
  - Oficial (10 de diciembre de 1849)
  - Comandante (7 de agosto de 1851)
  - Gran Oficial (21 de octubre de 1854)
  - Gran Cruz (22 de septiembre de 1855)
- Medalla militar (1 de noviembre de 1855)
- Caballero Gran Cruz Honorario de la Orden del Baño (UK) (3 de enero de 1856)[3]
- Medalla de Crimea (UK)